# De Stijl (periodico)

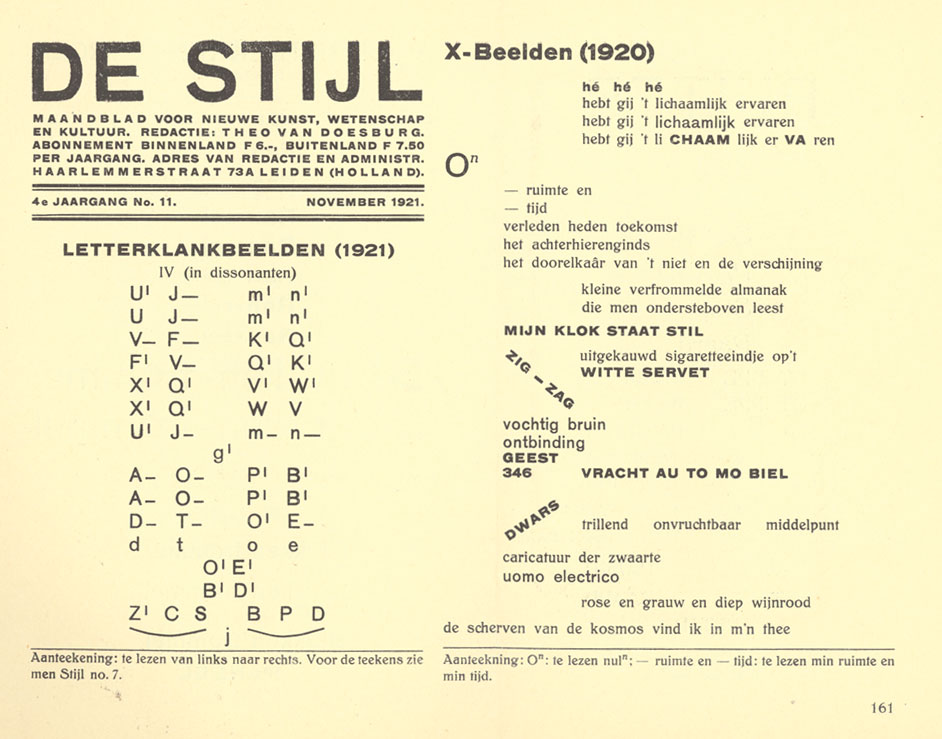
La rivista

De Stijl /də stɛɪ̯l/ (che in olandese significa "Lo stile") è una rivista fondata nel 1917 a Leida (Paesi Bassi) da Theo Van Doesburg e Piet Mondrian.
Per estensione, il nome De Stijl indica il gruppo di artisti e architetti che, raccolti intorno alla rivista, diedero vita al movimento del neoplasticismo. 
La rivista cessò le pubblicazioni nel 1932, l'anno successivo alla morte di Van Doesburg.

## Tematica
Nell'ambito di De Stijl, le istanze di tipo morale riguardanti il modello di spiegazione e interpretazione idealistica e razionale del cosmo e della natura, a tratti assunsero una priorità assoluta rispetto alle tematiche artistiche.
Le ricerche di questi artisti si applicarono alla definizione di un linguaggio che, libero da ogni vincolo contenutistico e comune a tutte le arti, si risolvesse in un equilibrio puramente visivo, capace di esercitare un'influenza positiva sulla vita sociale; le loro esperienze esercitarono un grandissimo influsso sugli altri movimenti d'avanguardia europei che sono un'anticipazione del Movimento Moderno, in particolare sulle ricerche astratte e sulle sperimentazioni del Bauhaus, nonostante la contrapposizione che si creò con Walter Gropius.
Il movimento esprime il linguaggio della scomposizione quadrimensionale, che nasce già in pittura con la nuova grammatica del cubismo. Rappresenta un superamento dai codici formali del classicismo e teorizza l'asimmetria e la disarmonia emancipandosi dalla prospettiva, diviene nello stesso tempo un metodo progettuale e di lettura critica delle opere architettoniche anche del passato. La tematica neoplastica nella sua analisi scava nel profondo di un edificio o di una progettazione destrutturalizzandola ed andando a ricercarne le condizioni e le basi creatrici, i caratteri e le essenze di valore.
Nel primo numero di De Stijl vennero stilati i punti fondamentali del gruppo e fu soprattutto Van Doesburg a fissarne ulteriormente i principi basilari. Per quanto riguarda l'architettura Van Doesburg concettualizzò la forma a posteriori, la funzionalità e l'economicità dell'architettura moderna, oltre alla sua relazione dipendente col tempo e con lo spazio.

## Collaboratori della rivista
- Theo van Doesburg
- Piet Mondrian
- Antony Kok
- Vilmos Huszár
- Jacobus Johannes Pieter Oud
- Jan Wils
- Gerrit Rietveld
- Gino Severini